# Apatophysis kashgarica
Apatophysis kashgarica là một loài bọ cánh cứng trong họ Cerambycidae.